# アクティブSETI
アクティブSETI（アクティブセティ、英語: Active SETI）は、未知の異星文明に向けてメッセージを送り、異星人に地球文明を発見してもらう試みである。
地球外知的生命体探査 (SETI) の主流である受信波解析のみを行うパッシブSETI (Passive SETI) に対し、自ら他の文明に向けてメッセージを送る能動的なSETIとしてこう呼ばれる。
ロシアの天文学者アレクサンドル・ザイツェフの造語からMETI（メティ、Messaging to extraterrestrial intelligence）ともいう。

## 意義
全ての文明がパッシブSETIのみを推進して、受信待ち状態になっていては、どの文明もSETIに成功しない。従って、SETI成功のためには、少なくとも1つの文明が他文明に向けてメッセージを送信しなければならない。
前提として、発見していない文明に対してピンポイントでメッセージを送ることは不可能であるため、現実的には、各文明圏内を対象として運用される無線通信やレーダー波の星間空間への漏洩が他の文明に発見されることになる。軍事的なレーダーは300光年、天文学用のレーダーは3000光年先に地球人レベルの文明が存在すれば受信が可能である。しかし、送信波を他の文明圏に向けて収束させていないため、各文明圏から離れた場所の電波強度は極めて微弱になり、他の文明圏ではノイズに埋もれて発見できなくなる可能性がある。

## 送信されるメッセージ

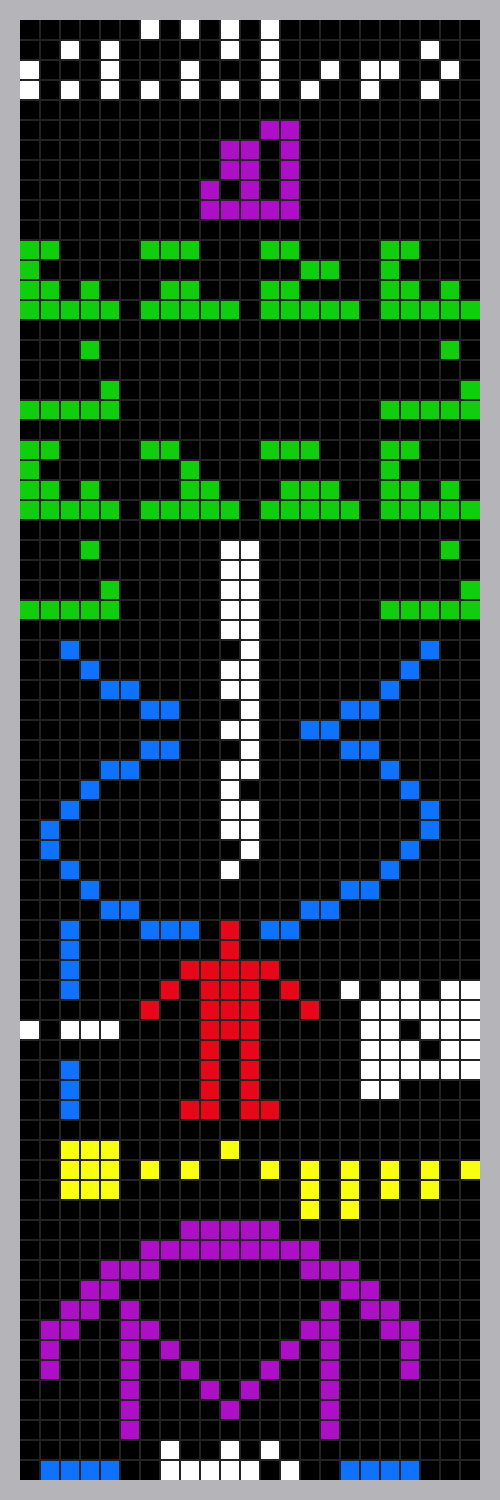
アレシボ・メッセージの復号結果。本来は白黒2値で色はない。

メッセージの内容を考える上では、物理層として用いる電磁波の周波数から送信内容の記述に用いられる自然言語までのあらゆるレイヤーにおいて、異星文明と地球文明の間の通信プロトコルの整合性が全くないことが、非常に大きな障害になる。従って、どのプロジェクトにおいても、宇宙共通の法則である数学を唯一の通信プロトコルとしてメッセージを送信しており、異星文明による電波探索と、受信データの数学的解析による意味の抽出に頼っている現状がある。また、星間空間における電波の減衰の問題から、メッセージは収束させた電波により送信されるため、異星文明が存在する方角とメッセージを送信する方角が少しでもずれていれば、異星文明の観測に掛からない可能性が遥かに大きくなる点も問題である。そもそも、異星文明が存在する方角が未知であるため、宇宙観測により異星文明の存在確率を推定しながら虱潰しに送信を行うしかない。
アレシボ・メッセージでは、ビットマップ画像による簡単な絵が送られた。ビットマップ画像の復元に関するプロトコルがないことは、総ビット数を2つの素数の積にすることで解決した。この手法は、数学の法則は宇宙共通であるという事実に基づき、メッセージを異星人に数学的に解析させる手法である。
イヴァン・デュティルは、地球外知性とのコミュニケーションのために作られた人工言語Lincosでメッセージを組み上げた。

## 問題点
恒星系間の距離が近くて数100光年以上離れている場合が多く、アクティブSETIを行っても、メッセージ到着前に送信先の文明が滅亡する可能性がある。また、存続していても、返信が返って来るまでに超長期間待たなければならない。
過去の送信はいずれも、象徴的行為としての性質が強く、パッシブ（受動的）SETIのような網羅的・継続的なアクティブSETIはいまだ行われていない。送信はごく短時間であり、運よく送信先に異星人がいたとしても、受信される可能性は低い。
メッセージは「地球人」からのメッセージとしての意義を持つが、これまで送られたメッセージのほとんどは、研究者個人かごく少人数のチームにより作られている。パッシブSETIについては1991年にようやく、異星人の電波を発見した場合の研究者間での取り決めがなされたが、アクティブSETIの送信についてはいまだ何の取り決めもない。
そもそも、未知の異星文明が他文明に対して友好的な存在である保証はなく、新たに発見した文明に対して侵略行為に出る可能性があるため、アクティブSETIは危険な行為であると考えることも出来る。

## 具体例

### 初期の計画

ピタゴラスの定理を示す図形の例。（ガウスの構想した図形については未詳）

アクティブSETIの構想は、無線通信より古く、太陽系内に異星人がいると思われていた時代にまで遡る。
1820年、カール・フリードリヒ・ガウスは、広大な土地に松の木を植えてピタゴラスの定理を示す図形を描くというアイデアを示した。太陽系内に知性体がいれば、地球にも知性体がいることとわかるだろう。
ウィーン天文台長のヨーゼフ・ヨハン・フォン・リトローは、幾何学図形の溝を掘り、そこに原油を流して火をつけるアイデアを示した。
1869年、フランスの物理学者シャルル・クロは、太陽光を鏡で反射させて火星に当てるアイデアを示した。

### 電波
| 目標                | 星座           | 送信           | 受信予定   | メッセージ                  | 作成者                       |
| ------------------- | -------------- | -------------- | ---------- | --------------------------- | ---------------------------- |
| M13                 | ヘルクレス座   | 1974年11月16日 | 25974年    | アレシボメッセージ          | ドレイク                     |
| アルタイル          | わし座         | 1983年8月15日  | 1999年     | CALL to the COSMOS'83       | 森本雅樹、平林久             |
| てんびん座          | てんびん座     | 1995年         |            | 臼田コズミックカレッジ      | 臼田コズミックカレッジ参加者 |
|                     |                | 1996年         |            | 臼田コズミックカレッジ      | 臼田コズミックカレッジ参加者 |
| スピカ              | おとめ座       | 1997年8月      | 2247年     | 臼田コズミックカレッジ      | 臼田コズミックカレッジ参加者 |
|                     |                | 1998年         |            | 臼田コズミックカレッジ      | 臼田コズミックカレッジ参加者 |
| はくちょう座16番星A | はくちょう座   | 1999年5月24日  | 2069年11月 | コズミックコール1           | デュティル、デュマ           |
| や座15番星          | や座           | 1999年6月30日  | 2057年2月  | コズミックコール1           | デュティル、デュマ           |
| HD 178428           | や座           | 1999年6月30日  | 2067年10月 | コズミックコール1           | デュティル、デュマ           |
| グリーゼ777         | はくちょう座   | 1999年7月1日   | 2051年4月  | コズミックコール1           | デュティル、デュマ           |
| HD 197076           | いるか座       | 2000年8月29日  | 2070年2月  | ティーンエイジメッセージ    |                              |
| おおぐま座47番星    | おおぐま座     | 2001年9月3日   | 2047年7月  | ティーンエイジメッセージ    |                              |
| ふたご座37番星      | ふたご座       | 2001年9月3日   | 2057年12月 | ティーンエイジメッセージ    |                              |
| HD 126053           | おとめ座       | 2001年9月3日   | 2059年1月  | ティーンエイジメッセージ    |                              |
| HD 76151            | うみへび座     | 2001年9月4日   | 2057年5月  | ティーンエイジメッセージ    |                              |
| HD 193664           | りゅう座       | 2001年9月4日   | 2059年1月  | ティーンエイジメッセージ    |                              |
| HIP 4872            | カシオペヤ座   | 2003年7月6日   | 2036年4月  | コズミックコール2           | デュティル、デュマ           |
| HD 245409           | オリオン座     | 2003年7月6日   | 2040年8月  | コズミックコール2           | デュティル、デュマ           |
| かに座55番星        | かに座         | 2003年7月6日   | 2044年5月  | コズミックコール2           | デュティル、デュマ           |
| HD 10307            | アンドロメダ座 | 2003年7月6日   | 2044年9月  | コズミックコール2           | デュティル、デュマ           |
| おおぐま座47番星    | おおぐま座     | 2003年7月6日   | 2049年5月  | コズミックコール2           | デュティル、デュマ           |
| ポラリス            | こぐま座       | 2008年2月4日   | 2439年     | アクロス・ザ・ユニバース    |                              |
| グリーゼ581         | てんびん座     | 2008年10月9日  | 2029年     | メッセージフロムアース      |                              |
| かに座55番星        | かに座         | 2013年9月22日  | 2053年     | JAXAスペースキャンプ UDSC-1 | UDSC-1参加者                 |
| かに座55番星        | かに座         | 2014年8月23日  | 2054年     | JAXAスペースキャンプ UDSC-2 | UDSC-2参加者                 |

### 物品
- パイオニアの金属板
- ボイジャーのゴールデンレコード